# Ligne de Soissons à Givet
La ligne de Soissons à Givet est une ligne de chemin de fer française à écartement standard. Elle s'embranche sur la Ligne de La Plaine à Hirson à Soissons et continue à travers les Ardennes, jusqu'à la frontière franco-belge à Givet, via Reims et Charleville-Mézières. 
Elle constitue la ligne 205 000 du réseau ferré national. Son court embranchement vers Phade porte quant à lui le numéro 224 000.
Elle constituait une partie de la ligne 2 dans l'ancienne numérotation SNCF des lignes de la région Est (Paris - Trilport - Reims - Charleville-Mézières - Longwy).

## Historique
La section de Reims à Charleville fait partie d'un ensemble de lignes concédé pour 99 ans par une convention signée le 19 juillet 1853 entre le ministre des Travaux publics et une société représentée par MM. le comte Siméon, le duc de Mouchy, le baron de Ladoucette, le député Jules Riché, le baron Seillière. Cette convention est approuvée par décret impérial le lendemain.
Les sections de ligne de Reims à Soissons et de Charleville à la frontière belge par Givet sont concédées à la Compagnie du chemin de fer des Ardennes et de l'Oise par une convention signée le 10 juin 1857 entre le ministre des Travaux publics et la compagnie. Cette convention est approuvée par un décret à la même date. Le 28 juin 1857, la Compagnie du chemin de fer des Ardennes et de l'Oise prend le nom de Compagnie du chemin de fer des Ardennes. Ce changement est approuvé par un décret impérial le 3 juillet suivant.
La Compagnie des chemins de fer des Ardennes est rachetée par la Compagnie des chemins de fer de l'Est selon les termes d'un traité signé le 12 mai 1857. Ce traité est approuvé par deux décrets impériaux le 11 juin 1859,. Toutefois la convention ne prévoit que le rachat ne sera effectif que deux ans après la mise en service du réseau de la Compagnie des chemins de fer des Ardennes. Cette clause est modifiée selon les termes d'une convention signée le 15 mars 1863 entre les deux compagnies, qui fixe la date de la fusion au 1er janvier 1864. Cette convention est approuvée par un décret impérial le 11 juin suivant.
Dates d'ouverture : 
- De Reims à Rethel, le 10 juin 1858.
- De Rethel à Charleville-Mézières, le 15 septembre 1858.
- De Charleville-Mézières à Nouzonville, le 14 septembre 1859.
- De Soissons à Reims, le 16 avril 1862.
- De Nouzonville à Givet, le 28 avril 1862.
- De Givet à la Frontière franco-belge, le 5 février 1863.

Dates de fermeture au service des voyageurs :
- De Soissons à Bazoches, le 5 mai 1938.
- De Givet à la frontière franco-belge, le 2 juin 1988.
- De Bazoches à Fismes, le 3 avril 2016.

Dates de fermeture au service des marchandises :
- De Givet à la frontière franco-belge, le 1er juin 1989.

Dates de déclassement :
- Raccordement d'Amagne (PK 0,070 à 0,785), le 14 janvier 1972[8].
- Zone à Braine (PK 15,790 à 16,953), le 20 septembre 1995[9].
- Zone à Ciry-Sermoise (PK 10,650 à 11,500), le 17 octobre 2001[10].
- Ciry - Sermoise - Braine (PK 11,500 à 15,790) :[Quand ?].

### La Première Guerre mondiale
La ligne a subi d'importants dégâts au cours de la Première Guerre mondiale.
Plusieurs gares et ponts ont été détruites au cours des combats ou pendant la retraite.
Le tunnel de Perthes, long de 747,20 m et situé entre Tagnon et Rethel, a été détruit à l'explosif par les Allemands. La portion effondrée a été excavée sur une centaine de mètres et remplacée par une tranchée avec un mur de soutènement ; la longueur du tunnel est depuis de 628 m.

### Tracé - Parcours

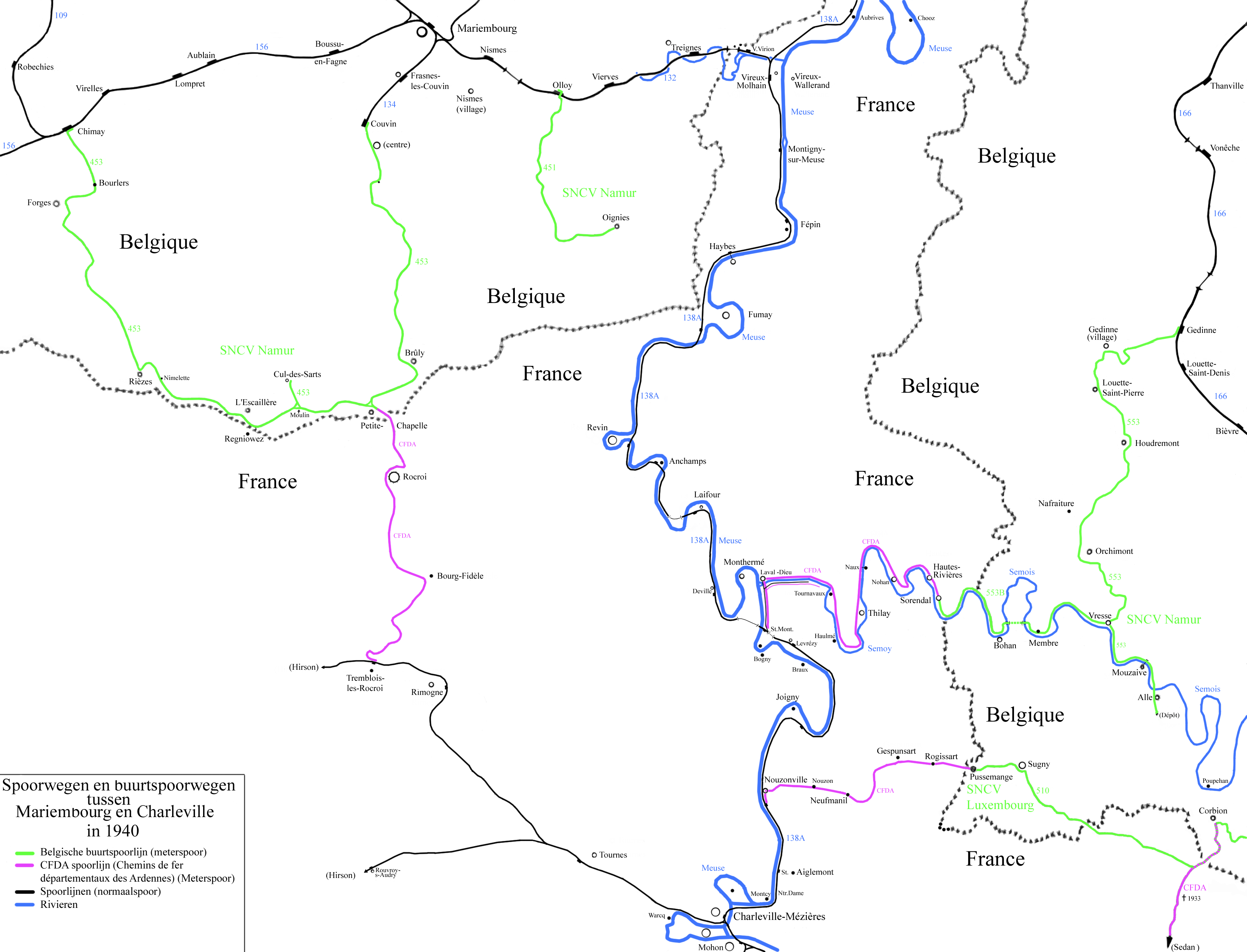
Carte de Charleville-Mezieres a Givet en 1940.

## Description de la ligne

### Infrastructure
La ligne a été électrifiée sur le tronçon Reims - Charleville-Mézières en 25 kV - 50 Hz. Les dates de mise en service sont les suivantes :
- De Mohon à Charleville-Mézières, le 2 juillet 1954 (Tronçon Valenciennes - Lumes de la ligne du nord-est).
- De Reims à Mohon et raccordement de Mohon, le 8 décembre 1964

## Exploitation et trafic
Entre Charleville-Mézières et Mohon, la ligne fait partie de la transversale Nord-Est, un axe majeur du réseau ferré national, qui relie Lille à Thionville. Elle a connu un trafic fret intense pour alimenter la sidérurgie lorraine depuis les charbonnages du nord, trafic qui a largement diminué depuis le déclin de ces industries.
Le tronçon de La Ferté-Milon à Reims (76,1 km) a été fermé au trafic voyageurs le 6 mars 1972 et rouvert le 18 décembre 1981 (faisant partie des 4 lignes rouvertes à l'initiative du Ministre des transports Fiterman).
À partir du 3 avril 2016, la desserte ferroviaire voyageurs entre (La Ferté-Milon) Bazoches et Fismes est supprimée et remplacée par des autocars. La SNCF justifie cette décision par le mauvais état de la ligne 072 000 à l'Est de La Ferté-Milon ainsi que par le coût élevé d'une hypothétique rénovation de cette ligne.
C'est sur cette ligne que s'est produit l'accident de Saint-Pierre-sur-Vence (collision sur le passage à niveau no 70), le 16 octobre 2019. Cet accident a fait 11 blessés.

### TER
Cette ligne est desservie par des TER Grand Est circulant entre Fismes, Sedan, Givet et Champagne-Ardenne TGV opérés principalement avec des rames AGC.

### TGV inOui
La ligne accueille également des relations en TGV inOui entre Paris-Est et Sedan (via Charleville-Mézières) opérés principalement en TGV Réseau.